# Strv 103
Stridsvagn 103 (Strv 103; також відомий в країнах Заходу як «С-танк», від англ. S-tank — «шведський танк») — шведський основний бойовий танк другого покоління 1960-х років. Має унікальне безбаштове компонування з жорстко закріпленою в корпусі гарматою, наведення якої здійснюється поворотом танка й нахилом його корпусу за допомогою спеціальної гідравлічної підвіски. Перший у світі серійний танк з газотурбінним двигуном.
Через відсутність обертової башти, також може класифікуватись як винищувач танків.

## Історія виникнення
У перші повоєнні роки в Швеції не займалися розробкою нових танків. У 1953 році в Англії закуплено 80 танків «Центуріон» Мк3 з 83,4-мм гарматою, а згодом — ще 270 танків «Центуріон» Мк 10 з 105-мм гарматою. Однак ці машини не в повній мірі задовольняли шведську армію, тому з середини 50-х років тут приступили до розгляду можливості проектування власного танка. При цьому військове керівництво країни керувалося наступною військовою концепцією: танк — абсолютно необхідний та постійний елемент в системі оборони країни. Особливо він необхідний для захисту південних рівнинних районів Швеції і узбережжя Балтійського моря.
Це привело конструкторів до висновку про доцільність пошуку абсолютно нової концепції танка, яка б ідеально вписалася в специфічні умови даної скандинавської країни. На думку фахівців, новий танк повинен був перевершити танки типу «Центуріон» і при цьому бути більш легким в питанні навчання екіпажу.
Для виконання вимог до тактичної і оперативної рухливості максимальна вага танка була обмежена 43 тоннами, по можливості танку мала бути забезпечена плавучість. Також танк потребував пристойного броньованого захисту, який би забезпечив йому захищеність від нових ПТС. Дані вимоги привели до зменшення розмірів танка і одночасно полегшили навчання екіпажу.
Таким чином, танкова гармата і спарені з нею кулемети були жорстко закріплені в корпусі. Наведення зброї по горизонталі здійснювалася за допомогою звичайного гідростатичного механізму повороту, на сухому ґрунті танк за секунду повертався на 90 градусів, по вертикалі наведення здійснювалося перекачуванням мастил в гідропневматичній підвісці від передніх опорних котків до задніх і відповідно навпаки.
Враховуючи застосування незвичайних компонувальних рішень, конструктори змогли об'єднати в танку при досить обмеженій масі високу вогневу міць, хорошу захищеність і рухливість. Гармата, змонтована в лобовому відділені корпусу, не мала можливості прокачування по горизонталі і вертикалі. Наведення здійснювалося зміною положення корпусу машини в двох площинах. У передній частині танка було розташоване моторно-трансмісійне відділення, далі відділення управління, яке одночасно було і бойовим. У відділенні для екіпажу праворуч від гармати знаходився командир, ліворуч — механік-водій (він же виконував функцію навідника), за ним розміщувався радист.
Додатковим захистом системи охолодження стали служити великі паливні баки, які встановлювалися зовні основного бронекорпусу і мали протиосколкові і протикульові бронювання. Розробки силової установки танка почалися в 1959 році, після вивчення всіх можливих варіантів комісія прийшла до одностайної думки про необхідність використання комбінованої силової установки з дизельного і газотурбінного двигунів.
Основним озброєнням танка стала 105-мм гармата з довжиною ствола 62 калібру, яка отримала досить простий автомат заряджання і скорострільність в 15 пострілів на хвилину. Магазин заряджання був пов'язаний з 3 магазинами боєприпасів, які розміщувалися в кормі танка за бойовим відділенням.
При перезаряджанні зброї стріляна гільза викидалася через люк, розташований в кормовій частині машини. Разом з розміщеним в середній частині ствола ежектором, це суттєво зменшувало загазованість жилого модуля танка. Перезавантаження спорожнілих автоматів заряджання проводилося вручну через два люка розташованих у кормі корпусу і займало 5-10 хвилин. З лівого боку лобового листа в нерухомому броньованому кожуху монтувалися два 7,62-мм кулемети, що мають боєкомплект в 2750 патронів. Наведення їх так само здійснювалося за допомогою повороту корпуса, тобто кулемети грали роль спарених з гарматою. Стрільбу з гармати і кулеметів здійснювали механік-водій і командир танка. Над люком командира танка на турелі встановлювався ще один кулемет, який міг виконувати функцію зенітного. Ця турель могла оснащуватися броньованим щитком.
Механік-водій і командир танка мали в своєму розпорядженні бінокулярні комбіновані оптичні прилади, зі змінною кратністю наближення. У приціл навідника був вбудований лазерний далекомір. Прилади спостереження командира були стабілізовані у вертикальній площині, а командирська башточка в горизонтальній. Крім цього використовувалися змінні перископічні блоки, 4 блоки було встановлено в командирській башточці, один у механіка-водія, 2 блоки мав радист. Всі оптичні прилади були прикриті броньовими заслінками. Захищеність танка забезпечувалася не тільки товщиною броні його корпусу, а й досить великими кутами нахилу броньових плит. Для захисту ж бортів шведські інженери вирішили використовувати 18 навісних каністр (по 9 штук на кожен борт), дане рішення крім відчутного збільшення запасу палива (на 400 літрів) служило б ще й захистом від попадання в борт кумулятивних боєприпасів.

## Загальна характеристика
Основний бойовий танк Strv-103 — єдиний в світі танк без башти, який перебував на озброєнні. Має унікальну схему компонування за весь період повоєнного світового танкобудування. У ній застосовані принципово нові конструктивні рішення, основним з яких є: використання як силової установки двох різнотипних двигунів — газотурбінного й дизельного, відсутність башти, нерухома відносно корпусу танка установка гармати і наведення її на ціль за допомогою поворотів корпусу в горизонтальній і вертикальній площинах, подвійне бронювання корпусу танка — основне для екіпажу і життєво важливих систем.
Розробка бойової машини, відомої також під позначкою «5» велася з кінця 1950-х років. Перші дослідні зразки були виготовлені в 1961 році. Серійне виробництво здійснювалося фірмою Bofors з 1966 по 1971 рік. Виготовлено 335 одиниць.
Танк Strv-103 має безбаштову схему компонування з установкою основного озброєння в корпусі. Гармата встановлена в лобовому листі корпусу без можливості повертання ствола по вертикалі і горизонталі. Її наведення здійснюється зміною положення корпусу в двох площинах. У передній частині машини розташовується моторно-трансмісійне відділення, за ним — відділення управління, що одночасно є бойовим. У цьому відділенні праворуч від гармати розташовується командир, ліворуч — механік-водій (він же — навідник), за ним — радист. У разі необхідності він може керувати танком при русі заднім ходом. Командир має низькопрофільну башточку з кутом обертання 208 ° і одностулковою кришкою люка. Корма машини зайнята автоматом заряджання.

## Бронювання
Корпус танка Strv-103 зварений з листів катаної броньовий сталі. Ефективність броньового захисту підвищена за рахунок великих кутів нахилу бронелистів до вертикалі (в першу чергу — верхнього лобового бронелиста) і малої площі лобової і бортової проєкцій корпусу.
У середній частині корпусу жорстко встановлена нарізна 105-мм гармата L74, що є модифікацією англійської гармати L7. Гармата L74 випускалася в Швеції за ліцензією і відрізнялася від свого англійського прототипу в основному довжиною ствола — 62 калібри в порівнянні з 52 калібрами у L7. Гармата має гідравлічне гальмо відкату і пружинний накатник. Після 700 пострілів гармата стає не дієздатна. Стрільба з гармати може вестися всіма боєприпасами, розробленими для L7. Боєкомплект складається з 50 пострілів в основному з підкаліберними, осколково-фугасними і димовими снарядами.
Варіант нерухомої установки гармати був обраний конструкторами для того, щоб забезпечити її відносно простим і надійним автоматом заряджання, що складається із вхідного і досильного механізмів і трьох магазинів з пострілами. Один магазин включає в себе 25 пострілів встановлений праворуч від гармати, а два інших 20 і 5 пострілів — зліва від неї. При пострілі гільза викидається через люк в кормовій частині танка. Автомат заряджання забезпечує технічну скорострільність до 15 пострілів за хвилину. Завантаження АЗ здійснюється вручну через два кормових люка і займає 5-10 хв.
Наведення гармати у вертикальній площині здійснюється поздовжнім хитанням корпусу за рахунок регульованої гідропневматичної підвіски в межах від -10 «до -1-12», в горизонтальній — поворотом танка. Два курсових кулемети калібру 7,62-мм встановлені в броньованому коробі в лівій передній частині корпусу, праворуч від гармати встановлено пристрілювальний кулемет, а зліва від командирської башточки — зенітний. Для постановки димових завіс по обидва боки командирської башточки змонтовані чотирьохствольні гранатомети.
Стріляти з гармати можуть як командир танка, так і навідник, які мають дубльовані приводи управління танком і комбіновані перископічні бінокулярні приціли OPS-1 Jungner з 6-, 10- і 18-кратним збільшенням. Приціл командира стабілізований у двох площинах наведення. Всі члени екіпажу користуються перископічними приладами спостереження: у командира танка чотири таких прилади (встановлені по периметру командирської башточки), у навідника — один, у радиста — два.
На танку Strv-103 встановлена комбінована силова установка, що складається з основного дизельного двигуна Rolls-Royce К60 потужністю 240 к.с. і допоміжного ГТД Boeing 502-10МА потужністю 270 к.с. ВМД пов'язаний з дизелем механічним редуктором і повинен підключатися до останнього для спільної роботи під час руху машини в складних умовах. Він може використовуватися і для запуску дизеля взимку.
Трансмісія — гідромеханічна DRH-1M фірми Volvo. Вона включає в себе гідротрансформатор, коробку передач і механізм повороту з гідрооб'ємним зчепленням в додатковому приводі. Коробка передач забезпечує дві передачі переднього ходу й дві — заднього, при цьому рух назад може здійснюватися з тією ж швидкістю, що і рух вперед. Управління танком в цьому випадку бере на себе радист, який має всі необхідні для цього органи управління і прилади спостереження.
Підвіска індивідуальна регульована гідропневматична, що дозволяє змінювати положення опорних котків (уніфікованих з котками танка Centurion) щодо корпусу і таким чином повертати корпус у вертикальній площині для наведення озброєння на ціль. Оскільки наведення гармати вимагає швидкого обертання танка на місці, для зменшення опору повороту довжина опорної поверхні зменшена до 2,85 м. Довжина опорної поверхні може бути ще зменшена підйомом крайніх котків.

## Модифікації
Strv-103A (1966) — перший серійний варіант. Бойова маса 39 т. Всі машини згодом модернізовані до стандарту Strv-103B.
Strv-103B (1969 р) — силова установка підвищеної потужності (ВМД Boeing 553), лазерний далекомір інтегрований в приціл командира, індивідуальний плавзасіб, обладнання самообкопування. Вилучено пристрілювальний кулемет.
Strv-103C (1986—1989 рр.) — Танки Strv-103B, що пройшли модернізацію. Встановлено СУВ з цифровим балістичним обчислювачем і новим прицілом навідника з лазерним далекоміром Simrad на основі іттрієво-алюмінієвого граната з неодимом, багатопаливний дизель Detroit 6V-53T потужністю 232 к.с., вдосконалена автоматична трансмісія з трьома передачами вперед і двома назад, двоствольний 71-мм гранатомет Bofors Lyran для запуску освітлювальних ракет, нові радіатори системи охолодження, глушник, генератор, 18 додаткових паливних баків по бортах корпусу (по 9 на борт). З 1992 року — пристосування для кріплення додаткової броні, включаючи динамічну і модульну, в лобовій частині корпусу і система захисту від зброї масового знищення. Бойова маса 42,5 т.
Виробництво Strv-103 завершено. Танк перебував на озброєнні тільки шведської армії. З моменту своєї появи танк Strv-103 привертав до себе пильну увагу танкобудівників і танкістів всього світу. Він виявився першим на Заході основним бойовим танком, оснащеним автоматом заряджання та екіпажем із 3 осіб. Танк здатен долати водні перешкоди уплав. У середині 1970-х років Strv-103B проходив випробування в США, Великій Британії та ФРН.
Разом з тим досвід навчань шведської армії і закордонних випробувань показав, що неможливість ведення прицільного вогню з ходу є істотним недоліком танка і в умовах сучасного маневрового бою істотно знижує його вогневу міць. Компенсувати цей недолік не можуть ні підвищення скорострільності, ні висока маневровість на полі бою, ні вдосконалення СУВ. В сучасних умовах Strv-103 — фактично дуже вдала конструкція самохідної 105-мм гармати — винищувача танків.
З середини 1990-х років, у міру надходження у війська танків Strv-122 (Leopard 2A5), танки Strv-103B і C знімалися з озброєння. Наразі в шведській армії їх більше немає.

## Тактично-технічні характеристики танка Strv-103B
- Бойова маса: 39,7 тонн.
- Екіпаж: 3 особи.
- Розміри, мм: довжина — 8990, ширина — 3400, висота (по даху командирської башточки) — 2140, кліренс — 400.
- ОЗБРОЄННЯ:
  - 1 гармата L74 калібру 105 мм.
  - 2 кулемети KsP-58 калібру 7,62 мм.
  - 1 зенітний кулемет KsP-58 калібру 7.62 мм.
  - 8 димових гранатометів калібру 53 мм.
- Боєкомплект: 50 пострілів. 2750 патронів.
- Автомат заряджання: електромеханічний.
- Прилади прицілювання: лазерний далекомір Simrad LV-300 вбудований в приціл навідника, бінокулярні комбіновані перископічні приціли навідника і командира OPS-1L.
- Бронювання, мм: протиснарядне.
- Двигун:
  - Rolls-Royce К60, 6-циліндровий, дизельний, горизонтально-опозитний, двотактний, рідинного охолодження; потужність 240 к.с. (176 кВт) при 3750 об. / Хв.
  - газотурбінний Boeing 553 потужність 490 к. с.
- Трансмісія: Volvo DRH-1M, спарена гідромеханічна коробка передач (2 + 2), що включає гідротрансформатор, механізм повороту з гідрооб'ємною передачею в додатковому приводі.
- Ходова частина: чотири обрезинені опорні котки на борт, два підтримують ковзанки, ведуче колесо переднього розташування зі знімними зубчастими вінцями (зачеплення цівкове), направляє колесо; підвіска індивідуальна регульована гідропневматична; гусениця з РМШ і знімними гумовими подушками складається з 61 трака шириною 670 мм.
- ШВИДКІСТЬ МАКС., Км / год: по шосе — 50 на плаву — 7.
- Запас ходу, км: 390.
- Засоби зв'язку: радіостанція, переговорний пристрій.